# Венера Сиракузская
Венера Сиракузская (также Венера Ландолина или Афродита Ландолина) — мраморная скульптура Венеры, римская копия II века н. э. родосско-малоазийского (или греческого) образца II века до н. э.
Находится в коллекции Регионального археологического музея Паоло Орси в Сиракузах, Италия (инвентарный № 694).

## История
Статуя Венеры была обнаружена 7 января 1804 года сиракузским археологом Саверио Ландолиной в нимфеуме на территории усадьбы Бонавиа (Orti Bonavia, ныне Испанский сад − Giardino Spagna) вблизи нынешнего месторасположения гражданского госпиталя «Умберто I». Вместе со статуей были найдены обломки колонн и другие части архитектурного сооружения, которое, по предположению итальянского археолога Паоло Орси, было нимфеумом.

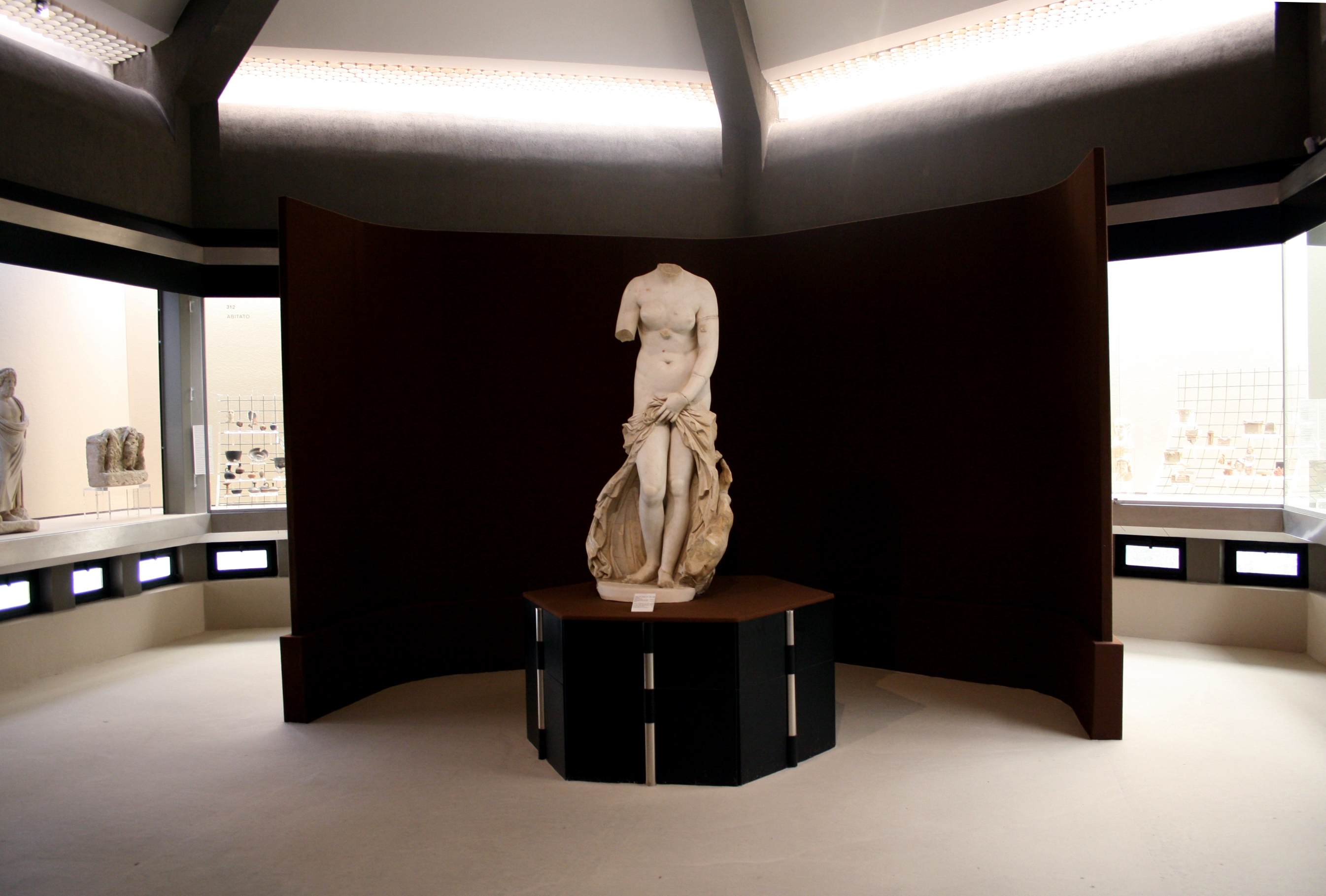
Статуя в зале музея

Достоверных сведения для идентификации этого сооружения не имеется. Находка вызвала повышенный интерес во всей Сицилии, и генерал-губернатор князь ди Куто потребовал перевезти её в Палермо, что выполнено не было. Скульптура была выставлена в архиепископском дворце Сиракуз (ныне Сиракузский археологический музей Паоло Орси), где её могли видеть многочисленные путешественники. В их числе был французский писатель Ги де Мопассан, который в 1885 году совершил поездку по Сицилии, о чём написал в своём «Путешествии на Сицилию» («Viaggio in Sicilia»):

«Войдя в музей, я тотчас увидал её в глубине одной залы; она была прекрасна, как я её себе и представлял. У неё нет головы и недостает руки, но никогда ещё формы человеческого тела не казались мне более дивными и более волнующими. Это не опоэтизированная, не идеализированная женщина, не величественная или божественная женщина, как Венера Милосская, — это женщина, какова она в действительности, какую любят, какую желают, какую жаждут обнять. <…> Венера Сиракузская — это женщина и в то же время символ плоти».

Статуя «Венеры Сиракузской» является римской работой, копией эллинистического оригинала, иконография которого является одним из вариантов типа Афродиты Анадиомены («выходящей из моря»), которая, в свою очередь, восходит к знаменитой Афродите Книдской Праксителя. Время изготовления скульптуры неоднозначны среди специалистов. Большинство из них разделяют точку зрения итальянского археолога Антонио Джулиано, согласно которой римская копия была выполнена во II веке н. э. с оригинала, созданного во II или I веках до н. э.

## Описание

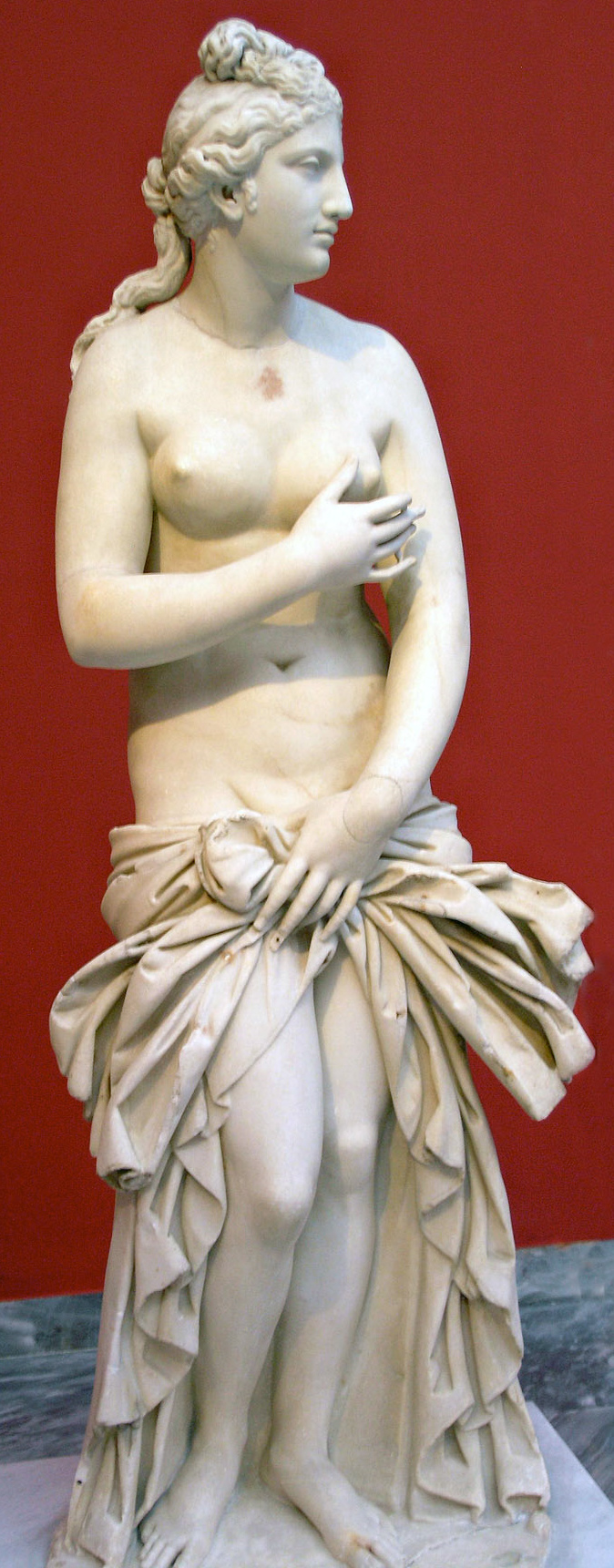
Афродита Сиракузская

Скульптура обнажённой «Венеры Сиракузской», также называемой по фамилии нашедшего её археолога «Венерой Ландолина», не имеет головы и части правой руки. Левая её рука также собрана из нескольких частей. На теле имеются некоторые дефекты. Правая нога согнута в колене и выступает вперёд, богиня опирается на левую ногу. Левое плечо расположено вдоль туловища, так как кистью левой руки Венера удерживает складки драпировки, прикрывая своё лоно. Искусствоведы предполагают, что отсутствующая правая рука была согнута в локте, и её ладонь прикрывала левую грудь, на что указывают мраморные выступающие остатки в центре тела и на левой груди. Непонятным остаётся назначение мраморного выступа на левом плече. У левой ноги Венеры, предположительно, находятся остатки утерянного дельфина.
«Венера Сиракузская» похожа на «Афродиту Сиракузскую», которая также является древнеримской копией несохранённого оригинала IV века до н. э. Праксителя, и у которой также отсутствовали голова и правая рука, восстановленные итальянским скульптором Антонио Кановой.